# بالائی‌بالان
بالائی‌بالان (Balaibalan) نخستین زبان فراساخته‌ی جهان است، که بر اساس چند زبان غیرهم‌خانواده ساخته شده‌است. این زبان به‌دست محیی الدین گولشنی شاعر ترک و بر اساس زبان ترکی و الفبای عربی طراحی و ابداع شده‌است.

## تاریخچه
زبان بالائی‌بالان در قرن دهم هجری شمسی (سدهٔ شانزدهم میلادی) توسط یک شاعر  ترک –  به‌نام مُحی‌الدین (Muhyeddin) - بر اساس الفبای عربی و با بهره‌گیری از زبان‌های ترکی و عربی، برای حفظ محتوای کتب دینی و الهی، ساخته شده‌است. نکتهٔ فوق‌العاده مورد توجه و اعجاب‌آور در مورد زبان بالایی‌بالان – در ارتباط با سیر تحول زبان‌های ابداعی - این است که هرچند این زبان قرن‌ها پیش از تمامی زبان‌های فلسفی و نیمه‌فلسفی جهان پدید آمده‌است، ولی دارای ویژگی‌های بسیار مهمی به‌خصوص در مورد منشأ واژگان آن است که قرن‌ها بعد از پیدایش زبان‌های فلسفی، توسط زبان‌های موفق ابداعی – اما غیر انتزاعی - مانند اسپرانتو، به‌کار گرفته شد. به‌این معنی که ریشهٔ کلمات بالایی‌بالان نه تنها مانند زبان‌های فلسفی، انتزاعی و تجریدی نیست، بلکه در اخذ آن‌ها، از زبان‌هایی به‌کلی متفاوت و غیرهم‌گون، یعنی فارسی، ترکی و عربی، استفاده شده‌است؛ ویژگی‌ای که زبان اسپرانتو نیز، که بدون هیچ‌گونه شکی موفق‌ترین زبان فراساختهٔ جهان است، بهرهٔ زیادی از آن برده‌است، چراکه هرچند اکثریت واژه‌های آن از زبان‌های لاتینی (لاتینید یا رومانس) است که زبان‌هایی هم‌گون و هم‌خانواده هستند، بسیاری از واژه‌های آن نیز از تعداد کثیری از زبان‌های کاملاً متفاوت دنیا - مانند عربی، فارسی، چینی، ژاپنی و روسی - اخذ گردیده‌است.

## نظرات لئو جی. موزِر در مورد بالائی‌بالان
بنابر نظرات لئو جی. موزر (Copyright 2003، Leo J. Moser):

نباید فراموش کنیم که نخستین زبانی که به‌طور کامل از زبان‌هایی جداگانه (غیرهم‌خانواده) فراساخته شد، کار یک اروپایی نبود، بلکه اثر یک ایرانی بود.
این زبان، که نامش بالایی‌بالان است، احتمالاً در سدهٔ شانزدهم میلادی خلق شده‌است و نام آفرینندهٔ آن معلوم نیست. به‌نظر می‌رسد که خالق این زبان یک عارف مسلمان بوده و احتمالاً به فرقه‌ای از صوفیان تعلق داشته و در منطقه‌ای می‌زیسته، که امروز ما آن را آسیای مرکزی می‌نامیم و در آن‌زمان جزو قلمروی ایران بوده‌است. منشأ قومی وی به‌احتمال زیاد به یکی از گروه‌های قبیله‌ایِ ترکِ موجود در این منطقه می‌رسد. برخی او را مُحی‌الدین (Muhyeddin) می‌نامند، هرچند تا آن‌جا که می‌دانیم مدارک کمی در این مورد وجود دارد.
متون موجود به زبان بالایی‌بالان از سرشتی دینی و شاعرانه برخوردار است. مجموعه‌لغات این زبان به‌گونه‌ای آشکار مُلهم از لغات فارسی، ترکی و عربی است… این زبان به شکل محلیِ الفبای عربی (یعنی الفبای عربی) نگاشته می‌شده…
یک لغت‌نامهٔ زبان بالایی‌بالان (همراه با متن‌هایی) در کتاب‌خانهٔ ملی در پاریس وجود دارد. به‌نظر می‌رسد که این نسخه تنها نسخهٔ موجود در دنیا است، و هیچ‌گاه به‌طور کامل از زبان فارسی ترجمه نشده‌است. قرن‌هاست که این لغت‌نامه در این کتاب‌خانه بوده‌است…